# Scipione detto anche l'Africano
Scipione detto anche l'Africano è un film del 1971 scritto e diretto da Luigi Magni, incentrato sulle vicende dei processi degli Scipioni.

## Trama
Roma, 187 a.C. Marco Porcio Catone, detto "il Censore", chiede ai due fratelli Publio Cornelio Scipione, detto "l'Africano", e Lucio Cornelio Scipione, detto "l'Asiatico", di rendere conto della sparizione di 500 talenti durante la loro campagna in Oriente. Scipione l'Africano, che si sente un eroe di guerra al di sopra di ogni sospetto, è indignato per questa richiesta, e, a differenza del più remissivo fratello, si presta con una certa stizza a farsi processare.
Il film racconta anche due aneddoti storici, a questo proposito: nel primo l'Africano straccia i rendiconti della spedizione di fronte al Senato, mentre nel secondo interrompe il processo esortando i senatori a seguirlo in Campidoglio per festeggiare l'anniversario della vittoria di Zama. Le cose si complicano quando Catone presenta al Senato, durante il processo, una ricevuta che attesta che 500 talenti sono, effettivamente, stati ricevuti da uno dei due fratelli. La firma che reca il documento, però, è 'Scipione A'. Come stabilire quale dei due fratelli sia il colpevole? L'Asiatico o l'Africano? Si tratta dell'Asiatico, come egli stesso, esasperato, confessa al fratello.
L'incorruttibile Africano, allora, denuncia il fratello a Catone. Questi, però, più che a scoprire il colpevole della frode, è interessato a sottolineare come la Repubblica sia sempre più sensibile al fascino dei propri protagonisti. Questo atteggiamento, pericoloso per la democrazia, può essere ostacolato distruggendo il mito di Scipione l'Africano, dimostrando come questi sia "omo come tutti l'artri" e come "i giganti, se mai so' esistiti, appartengono ar passato". Così, Catone convince l'Africano che la sua denuncia ha più l'aria di una poco onorevole spiata e, quando questi parte per prelevare il fratello, con l'intenzione di costringerlo a confessare al Senato, ordina che a tutta la famiglia vengano dati gli arresti domiciliari.
Questo gesto sconvolge l'Africano, convinto che Catone fosse interessato a ristabilire la verità dei fatti. Dopo una discussione con la moglie, ormai prossima al divorzio, però, capisce il suo status di monumento di una civiltà che non è più possibile. Si presenta così in Senato, violando gli arresti domiciliari, per autoaccusarsi di una colpa non sua, per poi ritirarsi in esilio volontario.

## Altri personaggi
Sullo sfondo delle vicende di Scipione e di Catone sono presenti anche altri personaggi secondari, come il fratello Asiatico. Tra questi ci sono:
- La moglie di Scipione Emilia Terza
- Il compagno d'armi di Scipione Massinissa, venuto a Roma per aiutare e esortare Scipione a difendersi nel processo
- Il filosofo scettico Carneade, in un breve cameo durante il quale uno Scipione dalla ritrovata marzialità gli si scaglia contro perché "nun lo capisce quanno parla"
- Cornelia e Scipione Emiliano, rappresentati come due giovanissimi compagni di giochi
- Tiberio Sempronio Gracco, il soldato venuto a porre agli arresti domiciliari gli Scipioni, che vede per la prima volta in quella occasione la futura sposa Cornelia
- Il tribuno della plebe Scribonio
- Licia, la schiava di Scipione, il quale ignora persino la sua esistenza, di lui innamorata.